# Isracing med bilar

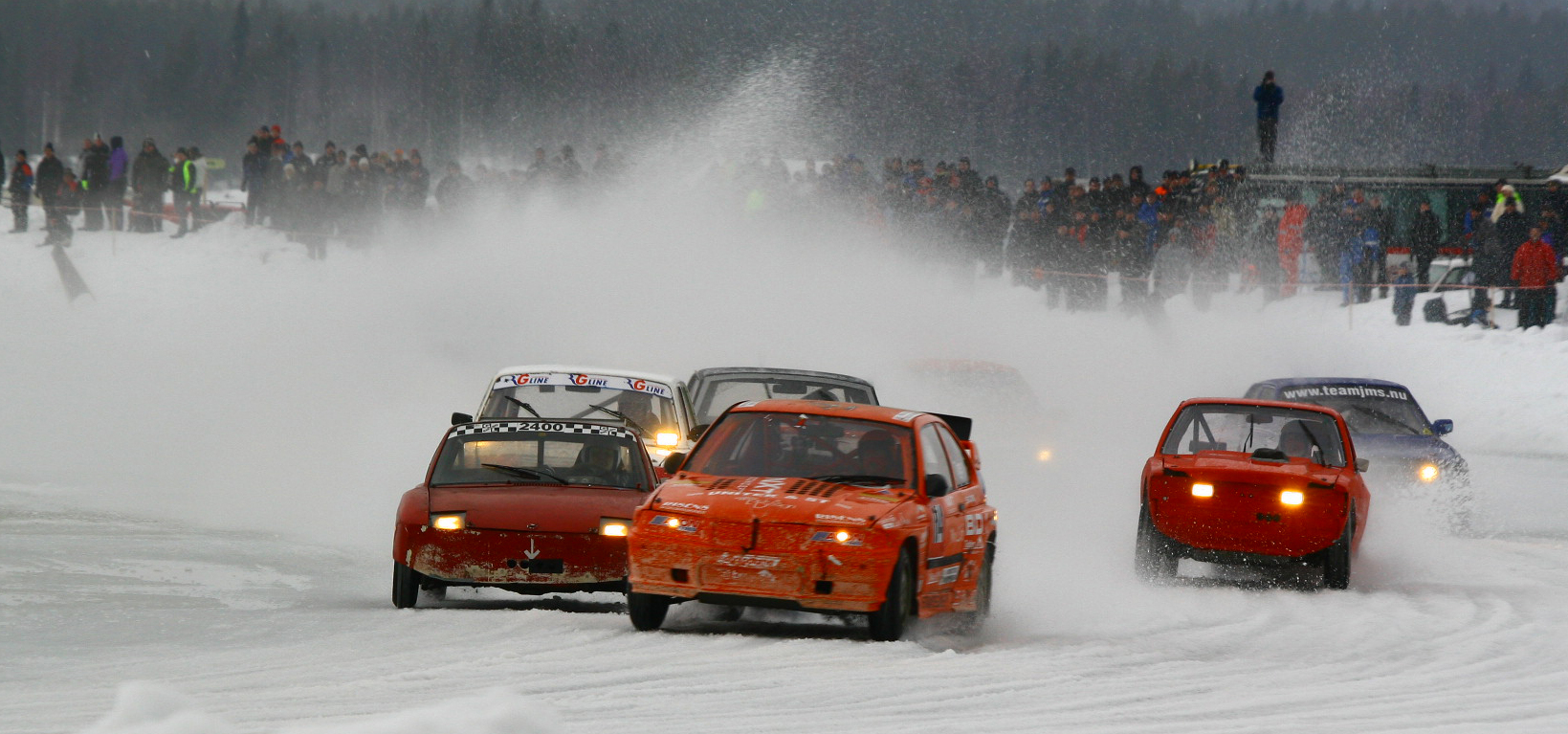
Isracing (2007).

Isracing med bilar är Sveriges äldsta hastighetssport inom bilsporten, redan 1905 kördes den första tävlingen på Mälarens is utanför Mälsåker i Södermanland. 
Sedan vintern 1958 har det årligen arrangerats svenskt mästerskap i sportgrenen, vilket gör det till bilsportens äldsta SM som fortfarande arrangeras årligen. Tävlingarna körs på en ca 1 200–1 800 meter lång och kurvig isbana med en bredd på mellan 20 och 30 meter. 
Bilarna som används är renodlade racing-, rallycross- eller rallybilar. Beroende på vilken klass bilen deltar i så är hjulen försedda med rallydubbade däck, eller däck med stålnabbar isatta inifrån med maximalt 11 mm långt utstick (kortnabb) eller maximalt 23 mm långt utstick (långnabb). 
I varje heat tävlar maximalt 20 ekipage, vilka vid starten är uppställda i tre led med 7, 6 och 7 ekipage i respektive led. Varje heat körs i åtta varv, under förutsättning att det inte är så dåliga isförhållanden att antalet varv minskats.

## Svenska mästare

### 2010
- Fredrik Tiger, Kalix MK, BMW - (Långnabb)
- Anders Christoffersson, Piteå MS, Volvo PV - (Kortnabb)
- Linus Johansson, Lycksele MK, Honda Civic SiR - (Juniorer)

### 2009
- Mikael Jansson, Morjärvs MS, BMW - (Långnabb)
- Johan Riström, Kalix MK, Volvo S40 - (Kortnabb)
- Linus Johansson, Lycksele MK, Honda Civic SiR - (Juniorer)

### 1960
- Sigurd Isacson, Lidingö MS, DKW - (Standardvagnar max 850 cc)
- Sigurd Isacson, Lidingö MS, Auto-Union 1000 - (Standardvagnar 851 - 1.150 cc)
- Per-Olof Söderström, SMK Västerås, Alfa Romeo - (Standardvagnar 1.151 - 1.300 cc)
- Hans Hansson, Ludvika MS, Volvo - (Standardvagnar 1.301 - 1.600 cc)
- Olle Rehnwall, Stockholms SVK, Alfa Romeo - (Turistvagnar max 1.300 cc)
- Tage Holmberg, Junsele MS, Porsche - (Turistvagnar 1.301 - 2.000 cc)

### 1959
- Eric Carlsson, SMK Trollhättan, Saab - (Specialstandard max 1.000cc)
- Karl-Rune Ericsson, Eskilstuna MK, Alfa Romeo - (Specialstandard 1.001 - 1.300 cc)
- Bertil Arnham, Alvesta MK, Volvo - (Specialstandard 1.300 - 1.600 cc)
- Allan Ernerstedt, Lycksele MK, Porsche - (Sportvagnar max 2.000 cc)

### 1958
- Eric Carlsson, SMK Trollhättan, Saab - (Specialstandard max 1.000cc)
- Karl-Rune Ericsson, Eskilstuna MK, Alfa Romeo - (Specialstandard 1.001 - 1.300 cc)
- Per Nyström, SMK Trollhättan, Volvo - (Specialstandard 1.300 - 1.600 cc)
- Olle Persson, Ludvika MS, Ferrari - (Sportvagnar max 2.000 cc)
- Sven Andersson, Örebro BMCK, Cooper - (Racervagnar F3)

## SM-arrangörer

### 2010–2019
- Morjärvs Motorsällskap - 2010
- Robertsfors Motorsällskap - 2010
- Överkalix Motorklubb - 2010

### 2000–2009
- Luleå Motorsällskap - 2000 & 2006
- Morjärvs Motorsällskap - 2000, 2001, 2002, 2003, 2004, 2005, 2006, 2007, 2008 & 2009
- Motorklubben Nord-Jämten - 2000, 2001, 2003, 2005 & 2006
- Robertsfors Motorsällskap - 2008 & 2009
- Umeå Automobilklubb - 2000, 2001 & 2006
- Åsele Motorsällskap - 2005
- Örnsköldsviks Rallyklubb - 2007 (2 tävlingar)
- Överkalix Motorklubb - 2000, 2001, 2002, 2003, 2004, 2005, 2006, 2007, 2008 & 2009

### 1990–1999
- Arjeplogs Motorklubb - 1990 & 1991
- Bergs Motorklubb - 1992, 1993, 1995 & 1996
- Hede Motorklubb - 1991, 1992, 1993, 1995 & 1996
- Jämtlands Motorklubb - 1991
- Kalix Motorklubb - 1992
- Kolsva Motorsällskap - 1996
- Kramfors Motorsportklubb - 1990, 1991, 1992, 1993, 1994, 1995 & 1996
- Luleå Motorsällskap - 2000 & 2006
- Morjärvs Motorsällskap - 1992, 1993, 1994, 1995, 1996, 1997, 1998 & 1999
- Motorklubben Nord-Jämten - 1990, 1991, 1993, 1994 & 1999
- Piteå Motorsällskap - 1991, 1993, 1996, 1997 & 1998
- Skellefteå Motorsällskap - 1990 & 1998
- SMK Sundsvall - 1990, 1991, 1992 & 1997 (2 tävlingar)
- Umeå Automobilklubb - 1996 & 1999
- Woxnadalens Motorklubb - 1996
- Örnsköldsviks Motorklubb - 1992
- Överkalix Motorklubb - 1993, 1994 (2 tävlingar), 1995, 1996, 1998 & 1999

### 1980–1989
- Arjeplogs Motorklubb - 1988 (2 tävlingar), 1989
- Enköpings Motorklubb - 1984 & 1986
- Filipstads Motor Club - 1981
- Gestrike Racing Team - 1980, 1981, 1983, 1984, 1986
- Jokkmokks Motorsällskap - 1988 (2 tävlingar)
- Jämtlands Motorklubb - 1985
- Kalix Motorklubb - 1980, 1981, 1982 & 1983
- Kolsva Motorsällskap - 1985 (2 tävlingar), 1986
- Kramfors Motorsportklubb - 1987 & 1989
- Luleå Motorsällskap - 1980, 1981, 1982, 1983, 1984, 1985 & 1989
- Lycksele Motorklubb - 1987
- Malungs Motorklubb - 1982, 1984, 1985 & 1987
- Mora Motorklubb - 1980
- Piteå Motorsällskap - 1985, 1986, 1987 & 1989
- Södra Lappmarkens Motorklubb - 1984, 1985, 1986 & 1987
- Vansbro Motorklubb - 1980, 1981, 1983, 1984, 1985 & 1986